# Monica Lierhaus

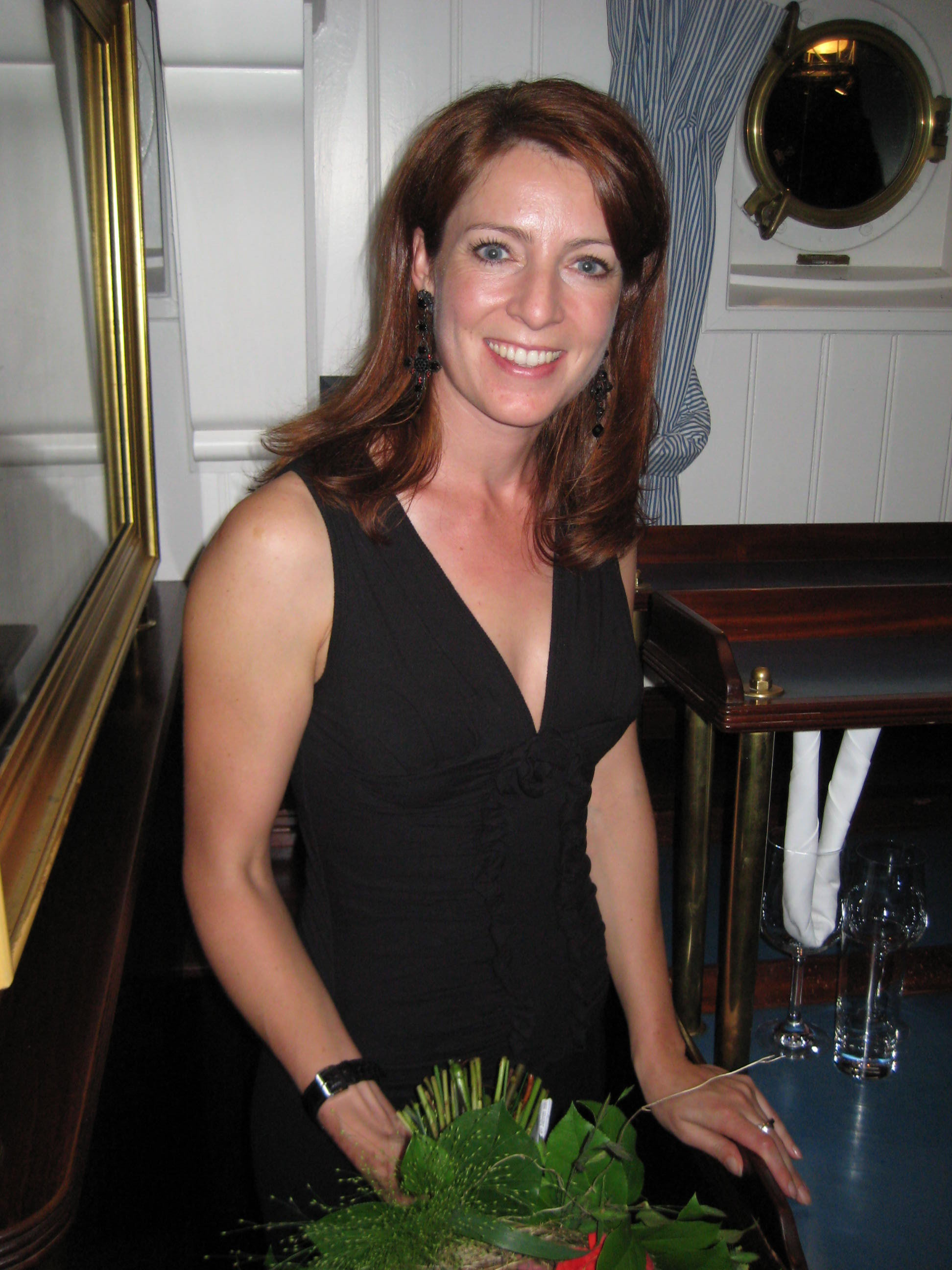
Monica Lierhaus, 2008

Monica-Christiane Lierhaus (* 25. Mai 1970 in Hamburg) ist eine deutsche Journalistin und Fernsehmoderatorin.

## Leben
Monica Lierhaus begann nach dem Abitur 1990 ein Studium der Anglistik und der Germanistik in Hamburg. 1992 brach sie ihr Studium nach der Zwischenprüfung jedoch ab. Sie absolvierte ein Praktikum bei Sport Bild und war freie Mitarbeiterin bei Radio Hamburg und Klassik Radio und absolvierte bis 1994 ein Volontariat beim Privatsender Sat.1, wo sie ab Oktober 1992 die Moderation der Hamburger Regional-Nachrichten übernahm. Von 1994 bis 1996 arbeitete sie als Redakteurin und Reporterin bei den Sat.1-Nachrichten und berichtete unter anderem live aus Belfast, London und Brüssel.
In den Jahren 1997 und 1998 moderierte Lierhaus bei Sat.1 die Boulevard-Sendung Blitz. Ihre Karriere als Sportmoderatorin begann 1999 mit den Sendungen ran und live-ran, die sie bis 2001 moderierte. Von 1999 bis 2003 kommentierte sie diverse Sportereignisse mit den Schwerpunkten Tennis und Fußball beim Bezahlfernsehsender Premiere. 2002 und 2003 präsentierte sie neben ihrer Tätigkeit bei Premiere auch beim ZDF die Unterhaltungssendungen Die große Knoff-Hoff-Show und gemeinsam mit Bodo Hauser Die Krimi-Show – Ein mörderisches Spiel.
Von 2004 bis 2009 war Lierhaus für die ARD tätig. Gemeinsam mit Frank Elstner moderierte sie die Show Einfach Millionär der ARD-Fernsehlotterie Ein Platz an der Sonne. In der Sportschau präsentierte sie die Fußball-Bundesliga und den DFB-Pokal. Auch bei der Tour de France und den Olympischen Spielen 2004, 2006 und 2008 war sie als Moderatorin im Einsatz.
Seit dem ersten Skisprungwettkampf in Trondheim Anfang Dezember 2005 moderierte sie für die ARD, neben Reinhard Heß und Gerd Rubenbauer, auch Übertragungen vom Skispringen. Bei der Fußball-WM 2006 in Deutschland und der Fußball-EM 2008 in Österreich und der Schweiz war sie stetige Begleiterin der deutschen Nationalmannschaft und berichtete unter anderem von den Pressekonferenzen. Ende 2006 moderierte Lierhaus zusammen mit Ottfried Fischer die Benefiz-Gala Stars in der Manege. Bereits 2005 hatte sie mit ihm die Eröffnung der Münchner Allianz Arena moderiert.
Im Januar 2009 unterzog sich Lierhaus einer Operation, um ein Hirn-Aneurysma entfernen zu lassen. Als Komplikationen auftraten, wurde sie für vier Monate in ein künstliches Koma versetzt. Im Anschluss daran begab sie sich in Rehabilitation, um ihre beeinträchtigte Sprech- und Bewegungsfähigkeit zu trainieren.
Am 5. Februar 2011 trat Lierhaus im Rahmen der Verleihung der Goldenen Kamera zwei Jahre nach ihrer schweren Operation erstmals wieder in der Öffentlichkeit auf. Sie wurde mit einem Ehrenpreis ausgezeichnet, Günter Netzer hielt die Laudatio. 
Im April 2012 arbeitete Lierhaus nach über drei Jahren Pause erstmals wieder als Sportreporterin. Für die Sport Bild interviewte sie den Bundestrainer der Fußballnationalmannschaft, Joachim Löw, zu der Situation in der Bundesliga und der im Sommer 2012 stattfindende Fußball-Europameisterschaft in Polen und der Ukraine. Für den Pay-TV-Sender Sky berichtete sie in Hintergrund-Interviews von der Fußball-Weltmeisterschaft 2014. 
Seit Juni 2023 ist sie für RTL tätig, unter anderem als Moderatorin für den Sport bei RTL aktuell.

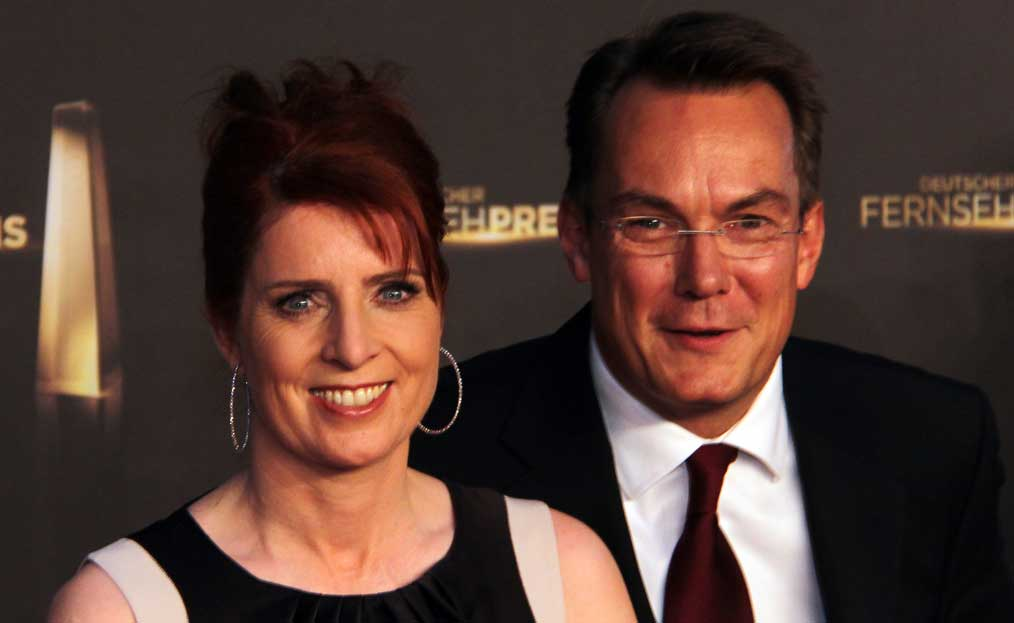
Monica Lierhaus und Rolf Hellgardt, 2012

## Privates
Lierhaus lebte 18 Jahre lang mit dem Produzenten und früheren Programmchef des deutschen privaten Fernsehsenders Kabel 1, Rolf Hellgardt, zusammen. Am 5. Februar 2011 verlobten sie sich – im Anschluss an ihre Dankesrede bei der Goldenen Kamera 2011 machte sie ihm einen Heiratsantrag, den er annahm.
Im Mai 2015 gaben sie ihre Trennung bekannt.
Monica Lierhaus lebt in Hamburg-Eppendorf. Sie hat eine ein Jahr ältere Schwester und einen sechs Jahre älteren Bruder.

## Ehrenamtliches Engagement
Monica Lierhaus engagierte sich bei UNICEF gegen den Missbrauch von Kindern als Soldaten in Uganda, für eine Hamburger Nichtraucherinitiative sowie für die Spendenorganisation Hamburger Spendenparlament. Sie ist Botschafterin der Deutschen Schlaganfall-Hilfe. Lierhaus ist Kuratoriumsmitglied der Sepp-Herberger-Stiftung.

## Kritik wegen Werbevertrag
Lierhaus wurde ab März 2011 Botschafterin der Fernsehlotterie Ein Platz an der Sonne in der Nachfolge von Frank Elstner. ARD-Programmdirektor Volker Herres meinte, er sei davon ausgegangen, dass Lierhaus eine „besonders glaubwürdige Botschafterin“ der ARD-Fernsehlotterie sei.
Die angebliche Höhe des Honorars für Lierhaus führte zu Unmut und zahlreichen Kündigungen der Abonnements. Nach Angaben von Mario Czipull, dem Sprecher der Fernsehlotterie, gegenüber der Hannoverschen Allgemeinen Zeitung verzeichnete die Fernsehlotterie seit Bekanntwerden des Werbevertrags eine Vielzahl an Kündigungen von Abonnenten, die deutlich über dem Durchschnitt der üblichen Abgänge lagen. Czipull bestätigte, dass viele Abonnenten ihren Rückzug mit den hohen Beträgen begründeten, die in der Öffentlichkeit diskutiert wurden. Das Honorar wurde vom Spiegel mit 450.000 Euro pro Jahr beziffert; die Summe wurde jedoch weder von der ARD noch von der Lotterie bestätigt.
Am 28. Oktober 2013 gaben der Deutsche Lottoblock und Lierhaus bekannt, dass am 29. Dezember 2013 die letzte Sendung mit ihr laufen werde. Ab 2014 wollte man die hilfsbedürftigen Menschen und Institutionen präsentieren, die von der Fernsehlotterie gefördert werden.

## Auszeichnungen
- Herbert-Award 2009: Sportmoderatorin des Jahres
- Goldene Kamera 2011: Ehrenpreis (Laudatio von Günter Netzer)
- German Paralympic Media Award, 2013, Sonderpreis

## Veröffentlichungen
- Monica Lierhaus: Unsere Zukunft ist jetzt – eine sehr persönliche Sicht auf 10 junge Leben. Scherz, Frankfurt 2007, ISBN 978-3-502-15096-1.
- Monica Lierhaus: Immer noch ich: Mein Weg zurück ins Leben. Ullstein, Berlin 2016, ISBN 978-3-550-08118-7.